# Huub Harings

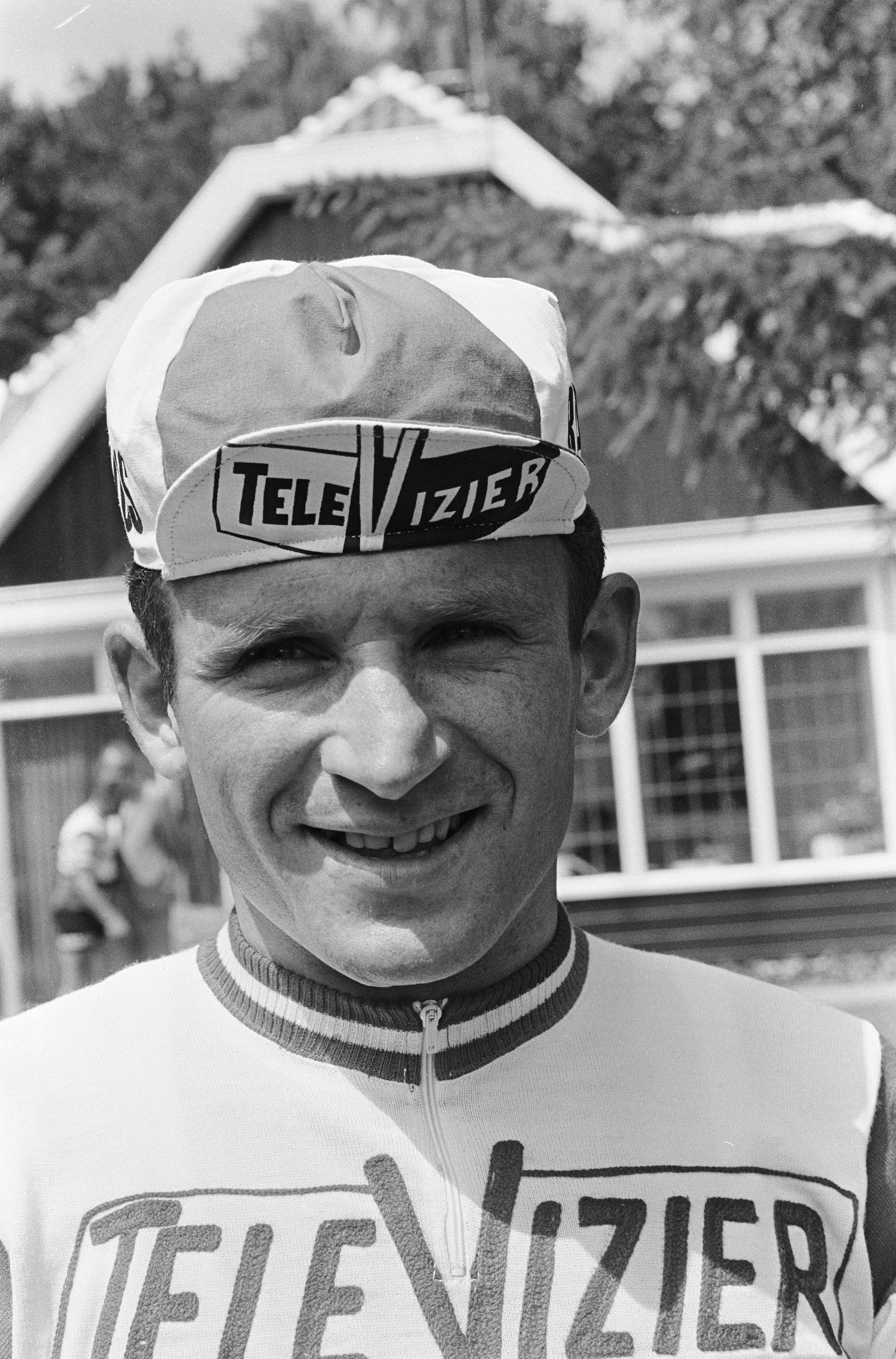
Huub Harings (1966)

Huub Harings (* 31. Januar 1939 in Scheulder, Limburg) ist ein ehemaliger niederländischer Radrennfahrer und nationaler Meister im Radsport.

## Sportliche Laufbahn
Harings war im Straßenradsport und im Querfeldeinrennen (heutige Bezeichnung Cyclocross) aktiv. 1959 konnte er einen ersten bedeutenden internationalen Sieg erringen, er gewann eine Etappe der Olympia’s Tour. 1963 startete er für die Niederlande in der Internationalen Friedensfahrt und musste dort allerdings nach einem Sturz ausscheiden, ebenso wie in der Tour de l’Avenir im Herbst des Jahres.
Harings bestritt auch sehr erfolgreich Querfeldeinrennen. So gewann er die nationale Meisterschaft 1962 (die die erste nationale Meisterschaft war), 1963, 1966, 1967, 1969 und 1970.
1964 fuhr er in der Klasse der Unabhängigen, im folgenden Jahr erhielt einen Vertrag als Berufsfahrer im Radsportteam Televizier. Er fuhr die Tour de France viermal, wobei der 32. Platz 1965 sein bestes Resultat blieb. Sein bedeutendster Sieg in einem Eintagesrennen war der Erfolg in der Tour de Condroze 1965.

## Familiäres
Seine Brüder Jan Harings und Ger Harings sowie sein Sohn Peter Harings waren ebenfalls Radrennfahrer.